# Pennington, Alabama
Pennington là một thị trấn thuộc quận Choctaw, tiểu bang Alabama, Hoa Kỳ. Dân số năm 2009 là 319 người, mật độ đạt 63 người/km².